# 대구군위초등학교
대구군위초등학교는 대한민국 대구광역시 군위군 군위읍 동부리에 있는 공립 초등학교이다.

## 학교 연혁
- 1907년 7월 1일 사립 진보학교로 창설
- 1911년 7월 24일 군위공립보통학교 개편 인가
- 1911년 9월 1일 군위공립보통학교 개편
- 1938년 4월 1일 군위동부공립심상소학교 개편
- 1941년 4월 1일 군위동부공립국민학교 개편
- 1944년 4월 10일 군위동부공립국민학교 용대분교 설립 인가 및 개교
- 1950년 6월 1일 군위국민학교 개편
- 일자미상(한국전쟁 시기 추정) 용대분교장 폐교
- 1975년 9월 25일 군위국민학교 용대분교 재개교
- 1986년 3월 1일 용대분교 (신) 군위동부국민학교 승격 분리
- 1994년 1월 1일 병설유치원 인가
- 1994년 3월 1일 군위동부국민학교 폐교 및 본교 통폐합
- 1996년 3월 1일 군위초등학교 개편
- 1998년 3월 1일 군위남부초등학교 폐교 및 본교 통폐합
- 1998년 9월 1일 군위서부초등학교 폐교 및 본교 통폐합
- 2022년 5월 28일 제51회 전국소년체육대회(테니스) 남자 단체전 금메달, 여자 단체전 동메달
- 2023년 2월 10일 제111회 졸업식(총 졸업생 14,643명)
- 2023년 3월 1일 15학급 편성(특수 1학급), 유치원 3학급
- 2023년 3월 1일 제31대 박미정 교장 취임
- 2023년 7월 1일 대구광역시 편입 및 대구군위초등학교 개편
- 2025년 6월 1일 대구송원초등학교 분교장 격하 편입

## 학교 상징
- 교목 - 소나무는 언제나 푸르름을 잃지 않습니다. '소나무의 푸른꿈' 소나무의 꿋꿋한 기상을 배워 어떤 어려움이라도 참고 이기며 항상 푸른 꿈을 지닌 어린이가 됩시다.
- 교화 - 장미꽃은 곱고 탐스럽기 때문에 '꽃 중의 꽃'이라고 합니다. '아름다운 꽃' 장미꽃을 닮아 항상 웃는 얼굴로 이웃을 위하고 나라를 위하는 아름다운 마음의 장미꽃을 피우는 어린이가 됩시다.

## 참고 자료
- 대구군위초등학교 - 한국교육학술정보원 학교알리미
- 군위초등학교의 경북교육 100년 이야기